# Walter Schuck
Walter Schuck (Frankenholz, 30 luglio 1920 – Otterndorf, 28 marzo 2015) è stato un aviatore tedesco che prestò servizio nella Luftwaffe durante la seconda guerra mondiale. Asso dell'aviazione, fu il decimo miglior pilota tedesco al fronte orientale (al pari di Joachim Brendel) nonché il dodicesimo in assoluto per numero di vittorie (206, a pari merito con Hans Philipp). Di questi 206 successi, 8 vennero conseguiti ai comandi di un Messerschmitt Me 262. Schuck reclamò inoltre altre 30 vittorie, mai confermate.

## Biografia

### Al fronte artico
Dopo un periodo passato con il I gruppo del 3º stormo caccia (I./JG 3, dove "JG 3" sta per "Jagdgeschwader 3", 3º stormo caccia appunto) nell'ottobre 1940, Schuck venne assegnato alla 7ª squadriglia del Jagdgeschwader 5 (7./JG 5), stanziata sul fronte artico, nell'aprile 1942. Ottenne la sua prima vittoria il 15 maggio dello stesso anno contro un MiG-3 sovietico. Il 5 giugno abbatté cinque caccia sovietici e per l'aprile 1943 Schuck era arrivato a quota 54 vittorie, tutte ottenute ai danni della Sovetskie Voenno-vozdušnye sily, l'aeronautica militare sovietica. Nell'aprile 1944 venne decorato con la Croce di Cavaliere della Croce di Ferro per aver conseguito 84 vittorie. Quasi due mesi dopo, il 15 giugno, toccò quota 100 successi abbattendo sei aerei nemici, migliorandosi due giorni dopo quando registrò dodici vittorie in 24 ore, un record mai sorpassato all'interno del JG 5. In agosto Schuck venne nominato comandante della 10ª squadriglia del JG 5, un ruolo che ricoprì con difficoltà e che vide la disciplina del reparto deteriorarsi a tal punto da richiedere l'intervento personale del comandante di stormo, Geschwaderkommodore Heinrich Ehrler.
Qualche giorno dopo aver conseguito la 171ª vittoria, Schuck venne colpito durante un duello aereo e rimase ferito al naso e alle guance da una scheggia di vetro, che continuò il suo tragitto penetrando la mandibola conficcandosi infine nei denti. Operato in ospedale, durante i giorni di convalescenza venne informato di essersi guadagnato le fronde di quercia da aggiungere alla Croce di Cavaliere.
A capodanno del 1945 Walter Schuck fece da testimone al matrimonio del suo collega e asso dell'aviazione Theodor Weissenberger.

### Ai comandi del Messerschmitt Me 262
Dietro richiesta di Theodor Weissenberger, comandante del JG 7, l'Oberleutnant Schuck venne trasferito sotto il suo comando nel marzo 1945 per addestrarsi sui nuovi caccia a getto Messerschmitt Me 262. Il volo inaugurale avvenne il 20 marzo e, dopo ulteriori voli di addestramento, Schuck e un suo collega decollarono il 24 marzo per prendere dimestichezza con il volo ad alta quota (10.000 m di altitudine). Durante la missione il controllo aereo di terra comunicò ai due piloti la presenza di aerei nemici nelle vicinanze, aerei che risultarono essere un P-38 Lightning e una coppia di P-51 Mustang. Nel combattimento che seguì Schuck fece precipitare i due Mustang ma il Lightning riuscì ad evitare la stessa fine.
Dopo che Hans Waldmann rimase ucciso in un incidente di volo, Weissenberger il 26 marzo nominò Schuck comandante della 3ª squadriglia. Il 10 aprile 1945 abbatté quattro B-17 Flying Fortress (uno era del 303º e un altro del 457º gruppo da bombardamento), ma poco dopo il suo Me 262 venne colpito all'ala sinistra e al motore dal P-51 del tenente Joseph Anthony Peterburs (55th Fighter Squadron) di scorta ai bombardieri. Schuck, dileguatosi in un banco di nuvole, si vide costretto a lanciarsi con il paracadute non riuscendo più a pilotare l'aereo, rompendosi entrambe le caviglie al momento dell'atterraggio. La guerra finì quando era ancora convalescente.